# Труонгсонски мунтжак
Труонгсонският мунтжак (Muntiacus truongsonensis) е представител на семейство Еленови открит през 1997 г. в Централен Виетнам. Този вид мунтжак се счита за застрашен вследствие изсичане на горите, но е недостатъчно проучен, за да бъде класифициран в Червения списък на световнозатрашените видове на IUCN.